# Tilla Theus

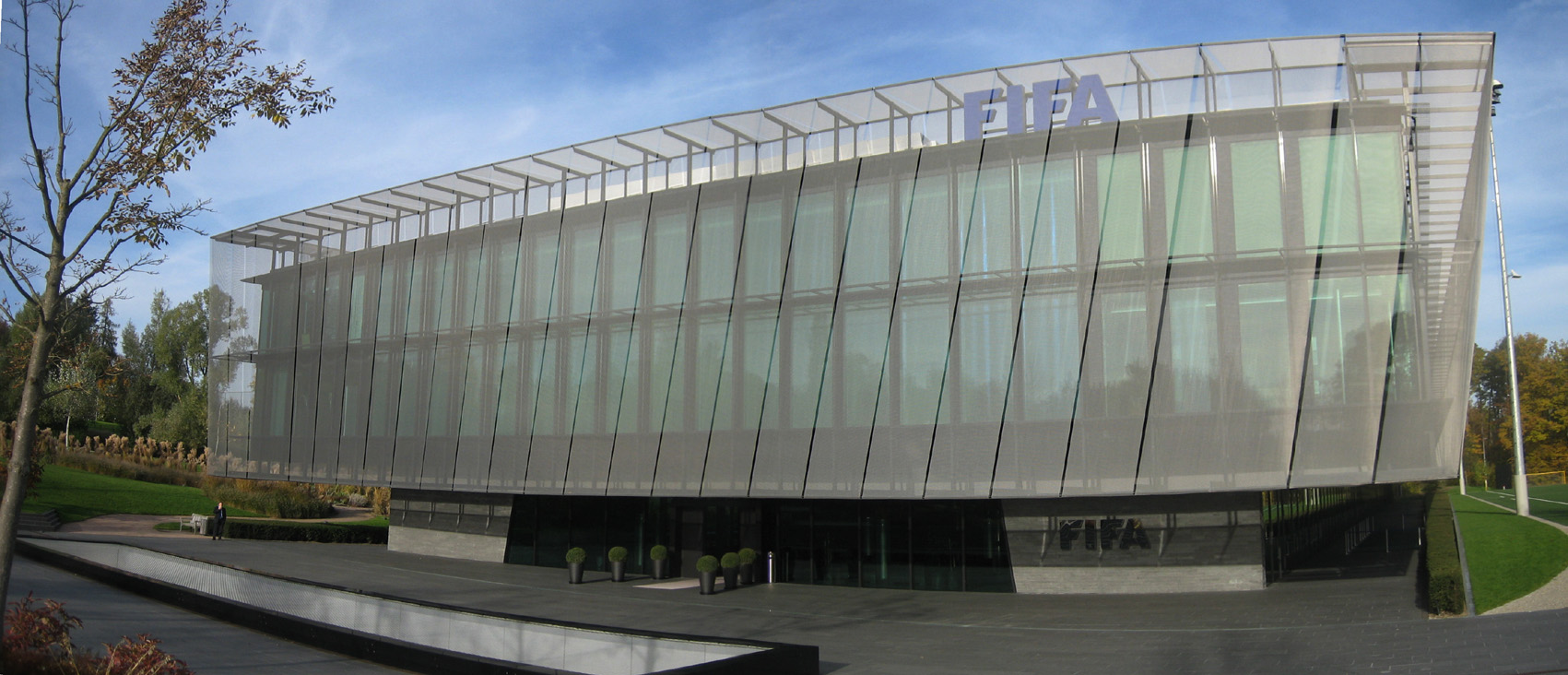
Neuer Hauptsitz der FIFA beim Zoo Zürich

Tilla Theus (* 4. Juni 1943 in Chur) ist eine Schweizer Architektin.

## Leben
Die Tochter eines Politikers (Arno Theus) stammt aus Chur in Graubünden. Sie studierte Architektur an der ETH Zürich. Nach dem Studium eröffnete sie ein eigenes Atelier, seit 1985 als Tilla Theus und Partner AG.
Sie ist spezialisiert auf die Projektierung und Ausführung von Neubauten in städtebaulich anspruchsvollem Kontext, auf Umbauten und Sanierungen von denkmalgeschützten Objekten sowie auf Innenarchitektur und Raumdesign. Zum Beispiel stattete sie die Flugzeuge der damaligen Swissair in der Business- und Ersten Klasse aus. Internationale Aufmerksamkeit erlangte sie mit dem Umbau des Widder Hotels in Zürich sowie dem neuen FIFA-Hauptquartier.
Sie ist seit 1974 Mitglied der Kommission für Denkmalpflege des Kantons Zürich und seit 1989 Mitglied der Aufsichtskommission des Liceo artistico, Zürich und Rom. 1997 wurde sie Vizepräsidentin der SIA-Fachgruppe für die Erhaltung von Bauwerken. 2004 wurde sie in den Bund Schweizer Architekten BSA gewählt.
Sie erhielt 1980 und 1984 die Auszeichnung der Stadt Zürich für Gute Bauten. In den Medien wird Theus häufig als «Stararchitektin» bezeichnet.

## Bauwerke (Auswahl)
- Umbau und Renovation des Liceo Artistico in Zürich (1980–1986)
- Neugestaltung im Umbau und Restaurierung Widder Hotel, Zürich (1988–1995)[2]
- Totalsanierung des Hauptsitzes der Schweizer Rück, Zürich (1997–2000)
- Umbau und Neubau Internationaler Eishockey Verband (Internationale Eishockey-Föderation) in Zürich (2001–2003)[3]
- Hofeinbau und Fassadensanierung Geschäftshaus Jelmoli, Zürich (2000–2004)
- Neubau FIFA-Hauptsitz The Home of FIFA in Zürich-Hottingen (2003–2006)[4]
- Wohnbebauung Frauentalweg, Zürich (2004–2008)
- Umbau und Revitalisierung Restaurant Krone, Dietikon (2008–2010)
- Neubau Gipfelrestaurant Weisshorn, Arosa (2006–2012)
- Umbau Schweizerische Volksbank, Bahnhofstrasse Zürich (2013–2016)
- Umbau Hotel Caspar (Häuser Ochsen/Adler) (2017–2021)
- Umbau Leuenhof, Bahnhofstrasse Zürich (2016–2022)

## Auszeichnungen
- Lobende Erwähnung – Architektur- und Ingenieurpreis erdbebensicheres Bauen für Leuenhof, Zürich